# Serguéi Skripal
Serguéi Víktorovich Skripal (en ruso: Серге́й Ви́кторович Скрипаль, nacido el 23 de junio de 1951) es un exoficial de inteligencia militar ruso que actuó como un agente doble para el MI6 del Reino Unido. En diciembre de 2004, fue arrestado por el Servicio Federal de Seguridad de Rusia (FSB) y posteriormente juzgado, condenado por alta traición y encarcelado. Se estableció en el Reino Unido en 2010 tras el intercambio de espías del Programa Ilegales.
El 4 de marzo de 2018, Skripal y su hija Yulia, que lo visitaba desde Moscú, fueron envenenados con un gas nervioso. Permanecieron en estado crítico en el Hospital de Distrito de Salisbury. El envenenamiento fue investigado como un intento de asesinato. Recibió el alta en el hospital el 18 de mayo de 2018.

## Vida y carrera
Serguéi Skripal nació el 23 de junio de 1951. En 1972, Skripal terminó su formación en la escuela de ingeniería militar de Kaliningrado con el título de zapador-paracaidista.  Posteriormente estudió en la Academia de Ingeniería Militar de Moscú, y luego sirvió en las Tropas Aerotransportadas Soviéticas.
Skripal fue transferido al Departamento Central de Inteligencia (GRU) desde las Tropas Aerotransportadas. A principios de la década de 1990, fue destinado como oficial del GRU en la embajada rusa en Malta. En 1994, obtuvo un puesto en la oficina del agregado militar ruso en Madrid. Según el FSB y otras fuentes, en 1995, en España, fue reclutado para la inteligencia británica por el agente de inteligencia británico Pablo Miller, que entonces usaba la identidad de Antonio Álvarez de Hidalgo. Según fuentes de inteligencia citadas por The Times en marzo de 2018, Skripal fue percibido por primera vez como un agente de valor por la inteligencia española (CNI), pero fue abordado por el reclutador británico hacia julio de 1995 y se le dio el nombre en clave de "Forthwith". Según el FSB, Pablo Miller también estaba involucrado en esfuerzos para reclutar a otros rusos y estaba en contacto con Aleksandr Litvinenko.
En 1996, debido a su mala salud (padecía diabetes), Skripal fue enviado de vuelta a Moscú, donde continuó trabajando en la sede del GRU y durante un tiempo fue director interino del departamento de personal del mismo. Skripal tenía el rango de coronel cuando se jubiló, debido a su estado de salud, en 1999. Siguió haciendo viajes a España, donde tenía a su disposición una casa cerca de Málaga, proporcionada por sus cuidadores.
Según los fiscales rusos, comenzó a trabajar para el Servicio de Inteligencia Secreta del Reino Unido (MI6) en 1995 y transmitió secretos de Estado, como las identidades de los agentes de inteligencia rusos. Después de su jubilación, trabajó en el Ministerio de Asuntos Exteriores ruso, mientras continuaba trabajando para el MI6. Se lo acusó de haber revelado la identidad de 300 agentes rusos.
Desde 2001, Skripal trabajó en el Ministerio de Municipios del Gobierno del óblast de Moscú.

### Arresto y condena
En diciembre de 2004, Skripal fue arrestado frente a su casa en el distrito Krylátskoye de Moscú poco después de regresar del Reino Unido. En agosto de 2006, fue condenado en virtud del artículo 275 del código penal ruso (alta traición en forma de espionaje) por el Tribunal Militar Regional de Moscú en un juicio celebrado a puerta cerrada. La acusación, que estuvo representada personalmente por el Fiscal Militar Jefe Serguéi Fridinski, abogó por una sentencia de 15 años –en lugar del máximo de 20 años previsto en el artículo 275– en reconocimiento de circunstancias atenuantes como su cooperación con los investigadores. Skripal fue condenado a trece años de prisión en un centro de detención de alta seguridad; también fue despojado de su rango militar y de sus condecoraciones. El caso no se reveló al público hasta después de su condena en agosto de 2006. Los abogados de Skripal apelaron la sentencia, que fue confirmada por el Colegio Militar del Tribunal Supremo el 30 de noviembre de 2006.

## Liberación y vida en el Reino Unido
En julio de 2010, Skripal fue liberado junto con otros tres ciudadanos rusos encarcelados por espionaje, como parte de un intercambio de espías por los diez agentes rusos arrestados en los Estados Unidos como parte del programa Ilegales después de haber sido indultado por el entonces Presidente de Rusia, Dmitri Medvédev. El gobierno del Reino Unido insistió en que se incluyera a Skripal en el canje.
Skripal se mudó a Salisbury, Wiltshire, donde compró una casa en 2011. Según funcionarios de seguridad británicos, Skripal continuó proporcionando información al Reino Unido y a otras agencias de inteligencia occidentales después de 2010 durante un tiempo. La esposa de Skripal murió en 2012 de cáncer endometrial diseminado. Su hija regresó a Moscú en 2014 y trabajó en ventas. Su hijo murió a la edad de 43 años en marzo de 2017, en circunstancias desconocidas, en una visita a San Petersburgo; el hermano mayor de Serguéi murió en los dos años anteriores al envenenamiento de Skripal. Tanto la esposa de Skripal como su hijo están enterrados en un cementerio local de Salisbury.

### Envenenamiento

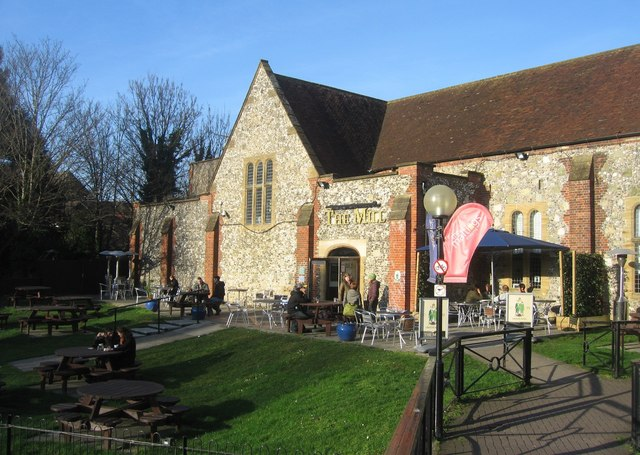
The Mill, un pub de Salisbury que Skripal visitó el día en que fue envenenado

El 4 de marzo de 2018, Skripal y su hija Yulia, de 33 años, de visita desde Moscú, fueron encontrados inconscientes (en estado catatónico) sentados en un banco público cerca de un centro comercial de Salisbury por un médico y una enfermera que pasaban por allí. Los paramédicos los llevaron al Hospital de Distrito de Salisbury, donde el personal médico determinó que la pareja había sido envenenada con un agente nervioso. La policía declaró el suceso como grave. Tras el incidente, las autoridades sanitarias revisaron los síntomas de 21 miembros de los servicios de emergencia y de otras personas que pasaron por el lugar; tres agentes de policía fueron hospitalizados, dos de ellos con heridas leves, mientras que uno de ellos, el sargento detective Nick Bailey, que había sido enviado a la casa de Serguéi Skripal, se encontraba en una situación grave. A 11 de marzo de 2018, Skripal y su hija siguen gravemente enfermos, y Bailey está grave pero estable.
El 12 de marzo de 2018, la primera ministra británica Theresa May identificó el agente nervioso utilizado en el ataque como un agente Novichok de fabricación rusa y exigió una explicación al gobierno ruso. Dos días después, May anunció que el gobierno británico expulsaría a 23 diplomáticos rusos en respuesta al envenenamiento. Se trata de la expulsión más numerosa de diplomáticos extranjeros en treinta años por el Reino Unido.
Después de tres semanas en estado crítico, Yulia recuperó el conocimiento y pudo hablar y fue dada de alta el 10 de abril de 2018. Serguéi también estuvo en estado crítico hasta que recuperó el conocimiento un mes después del ataque. Fue dado de alta del hospital el 18 de mayo de 2018.